# Mietvilla Carl Semper
Die Mietvilla Carl Semper steht in der Oberen Bergstraße 13 im Stadtteil Niederlößnitz der sächsischen Stadt Radebeul. Der Bau stand bereits zu DDR-Zeiten seit mindestens 1979 als Denkmal der Architektur unter Denkmalschutz.

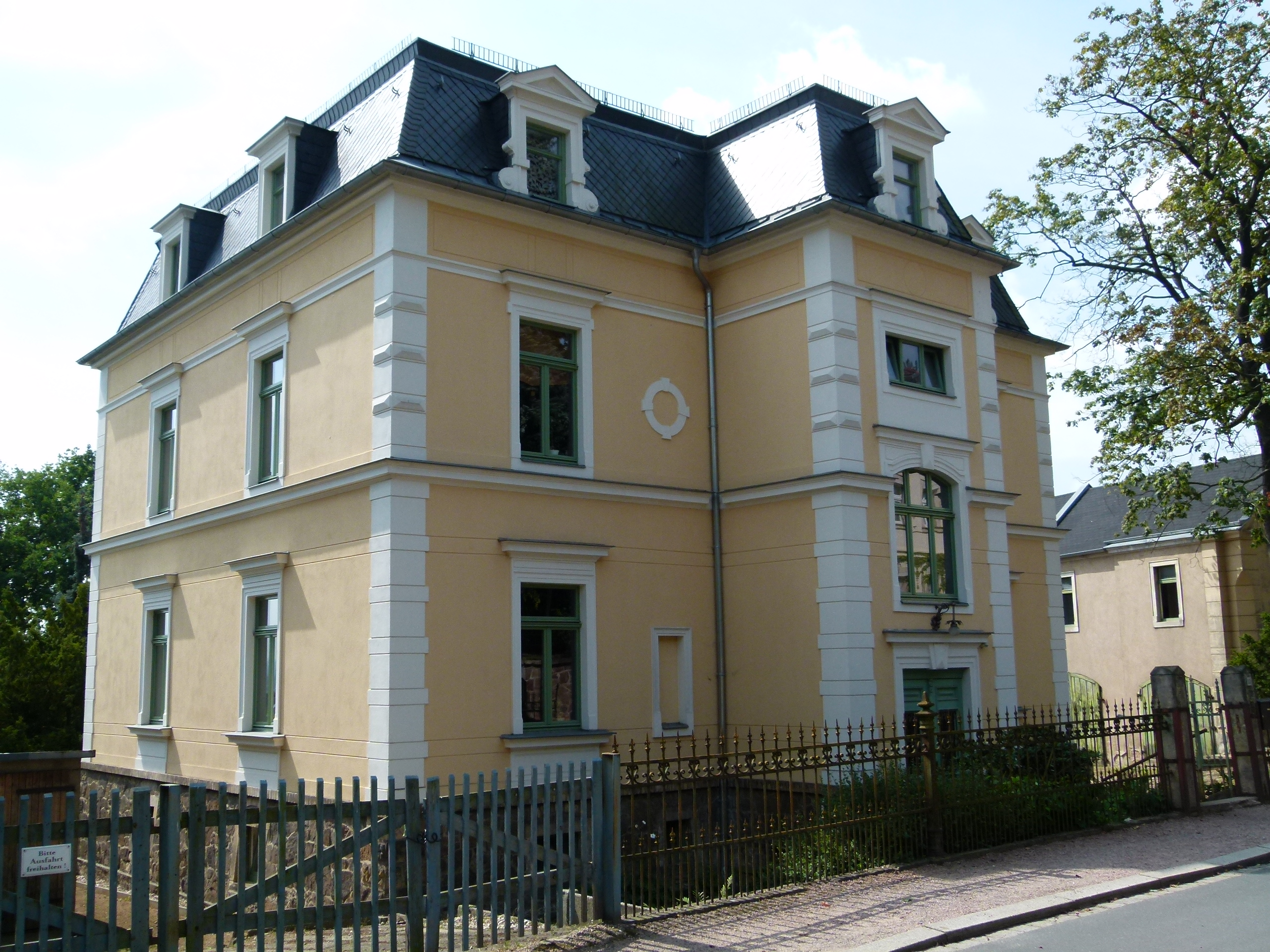
Mietvilla Carl Semper

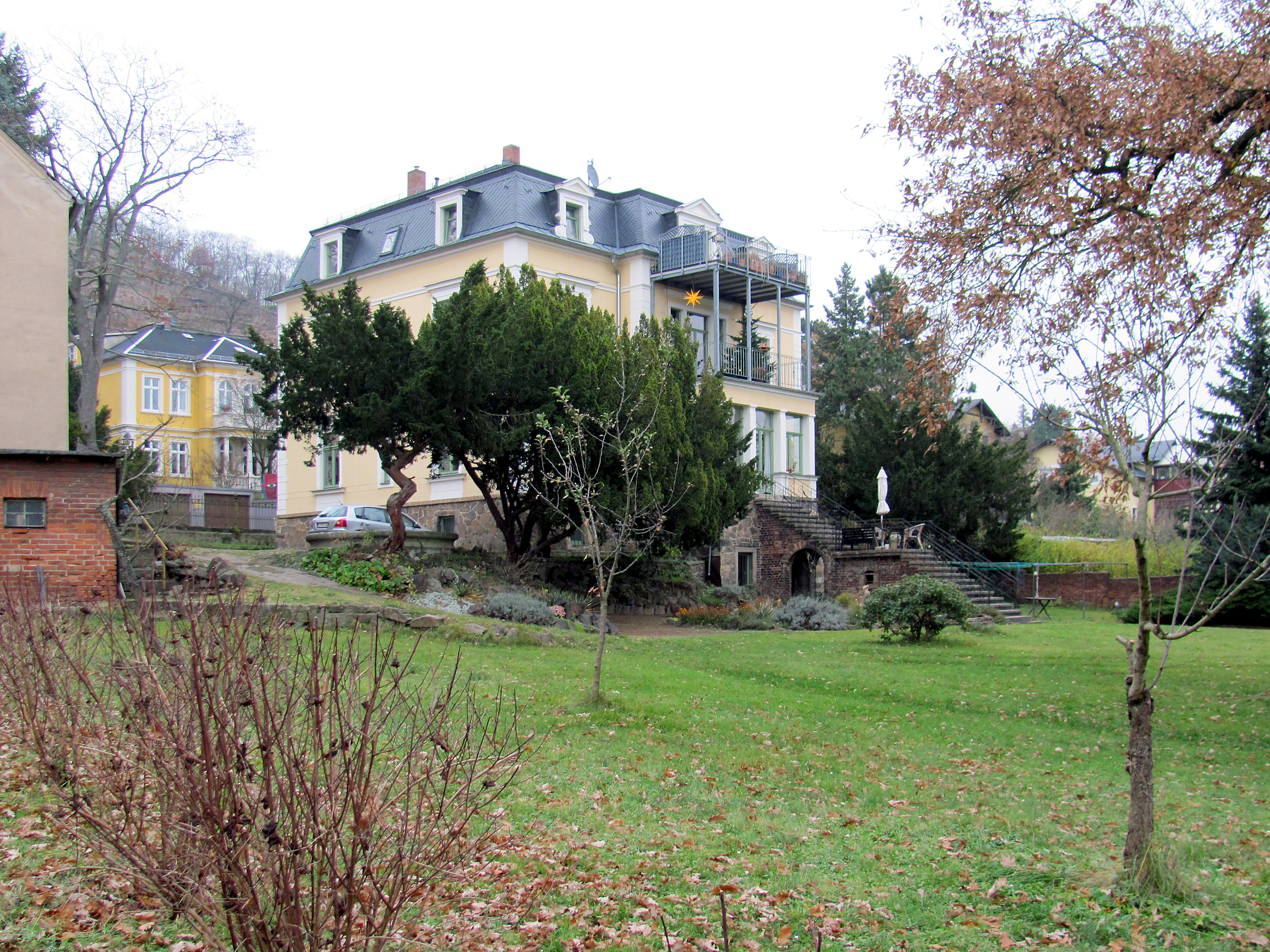
Mietvilla Carl Semper: Ansicht der Gartenseite

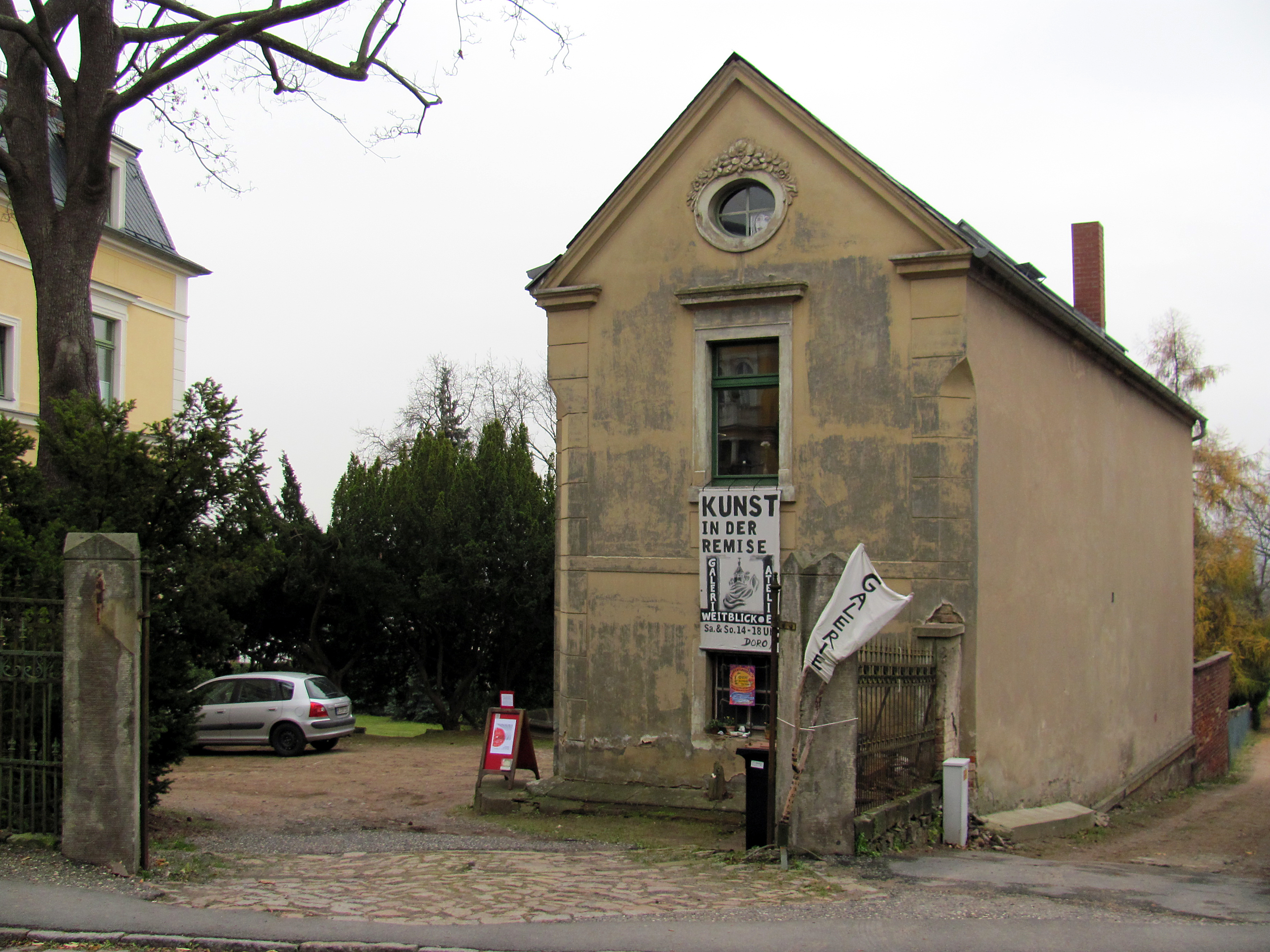
Mietvilla Carl Semper: Einfahrtstor und Remisenbau (heute mit Kunstgalerie)

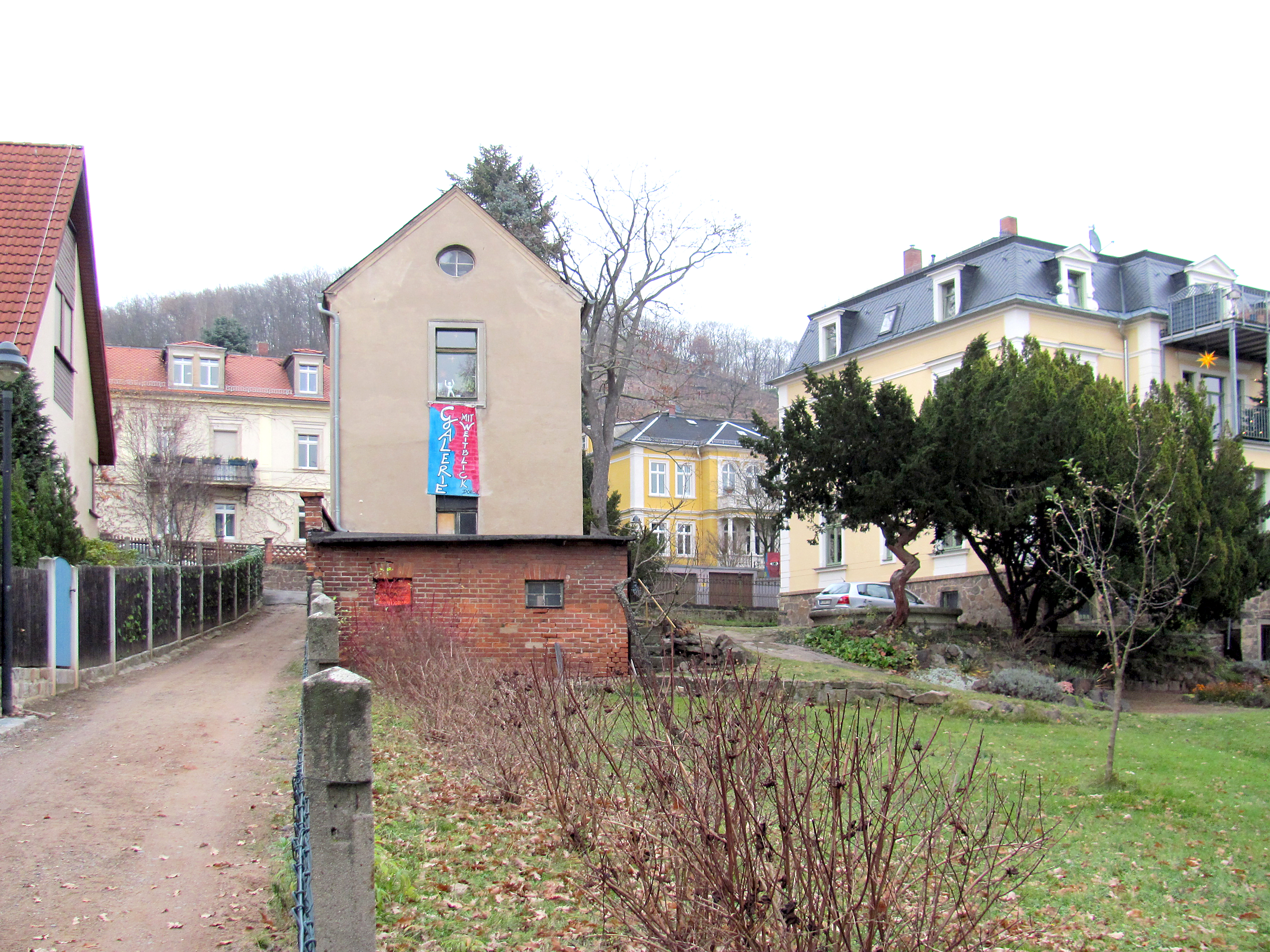
Mietvilla Carl Semper: Seitengebäude und Schuppen vom Garten aus. Auf der anderen Straßenseite links das Wohnhaus Finstere Gasse 2, rechts Villa Dorothee

## Beschreibung
Die zweigeschossige, mitsamt Nebengebäude und Einfriedung unter Denkmalschutz stehende Villa, auch als Mietvilla angesprochen, liegt im nach Süden abfallenden Grundstück gleich vorn an der Straße, auf deren südlicher Straßenseite. Rechts davon zu einem nach Süden führenden Verbindungsweg liegt das Eingangstor, das Nebengebäude liegt längs an der rechten Grundstücksgrenze.
Im Innenhof liegt vor dem Abfall zum Garten hin eine alte, gebrochene Springbrunnenschale.
Die Grundstückseinfassung zur Straße hin ist ein eiserner Lanzettzaun zwischen Eisensäulen. Vor dem Hauseingang befindet sich in der Einfriedung eine Pforte zwischen Sandsteinpfeilern, in der rechten Grundstücksecke findet sich ein zweiflügeliges Zufahrtstor mit größeren, bekrönten Sandsteinpfeilern.

### Mietvilla
Das symmetrische Wohnhaus steht auf einem Naturstein-Sockelgeschoss, das auf der abfallenden Südseite als Souterrain weit aus der Erde ragt. Oberhalb des zweigeschossigen Gebäudeschafts befindet sich ein ausgebautes Mansarddach, das mit Schiefer gedeckt ist und in den Fensterachsen verzierte Dachgauben aufweist.
In der nordseitigen, dreiachsigen Straßenansicht steht mittig ein weit vorstehender Treppenhaus-Risalit, der auch den Gebäudeeingang bildet. Auf der Südseite zum Garten hin befindet sich eine verglaste Veranda im hochgelegenen Erdgeschoss mit einem Austritt aus dem Obergeschoss und einem neuzeitlichen, aufgeständerten Austritt für das Dachgeschoss. Vor der Veranda liegt eine weitläufige Treppe in den Garten, die aufgrund der Höhe noch eine Plattform als Terrasse aufweist. Die Substruktion der Treppe weist einen bogenförmigen Durchgang auf. Die Seitenansichten der Mietvilla sind zweiachsig.
Die verputzten Fassaden werden durch andersfarbige Eckquaderungen eingefasst und durch Gesimse und Putznutungen gegliedert, dazu kommen Spiegelfelder unter einigen Fenstern, kleine Blindfenster und runde Stuckrahmen. Die Fenster werden durch profilierte Gesimse aus Sandstein eingefasst, die horizontale Verdachungen tragen und zum Teil auch vorstehende Sohlbänke.

### Seitengebäude
Das an der westlichen (rechten) Grundstücksgrenze stehende, ebenfalls denkmalgeschützte Seitengebäude (Lage) ist ein giebelständiger, langgestreckter Bau mit Satteldach, der unter anderem die Remise aufnahm. Die zwei straßenseitigen, breiten Achsen werden durch zweiflügelige, segmentbogenförmige Holztore verschlossen. Neben einer weiteren Schuppentür hinten findet sich eine Haustür, hinter der eine steile Treppe in seinerzeit typische Bedienstetenräume im Obergeschoss führt.
Noch 2007 stellte sich laut Denkmaltopografie die Straßenseite des Remisenbaus als „Kopfbau mit steilem Pyramidenstumpfhelm im Eckrisalit sowie Lukarnen“ dar. Heute ist nur noch ein durchgehendes Satteldach zu sehen. In der Längsseite tritt der Risalit leicht hervor; zudem ist die aufwendige Gestaltung des Straßengiebels einschließlich gefaster Eckquaderung, gekröpftem Dachgesims und stuckverziertem Rundfenster im Dreiecksgiebel noch vorhanden.
Unterhalb des Remisengebäudes steht noch ein flacher, unverputzter Ziegelschuppen mit Pultdach (Lage). In der zum Hof zeigenden Wand hängen auf einer Schiene zwei Schiebeholztüren.

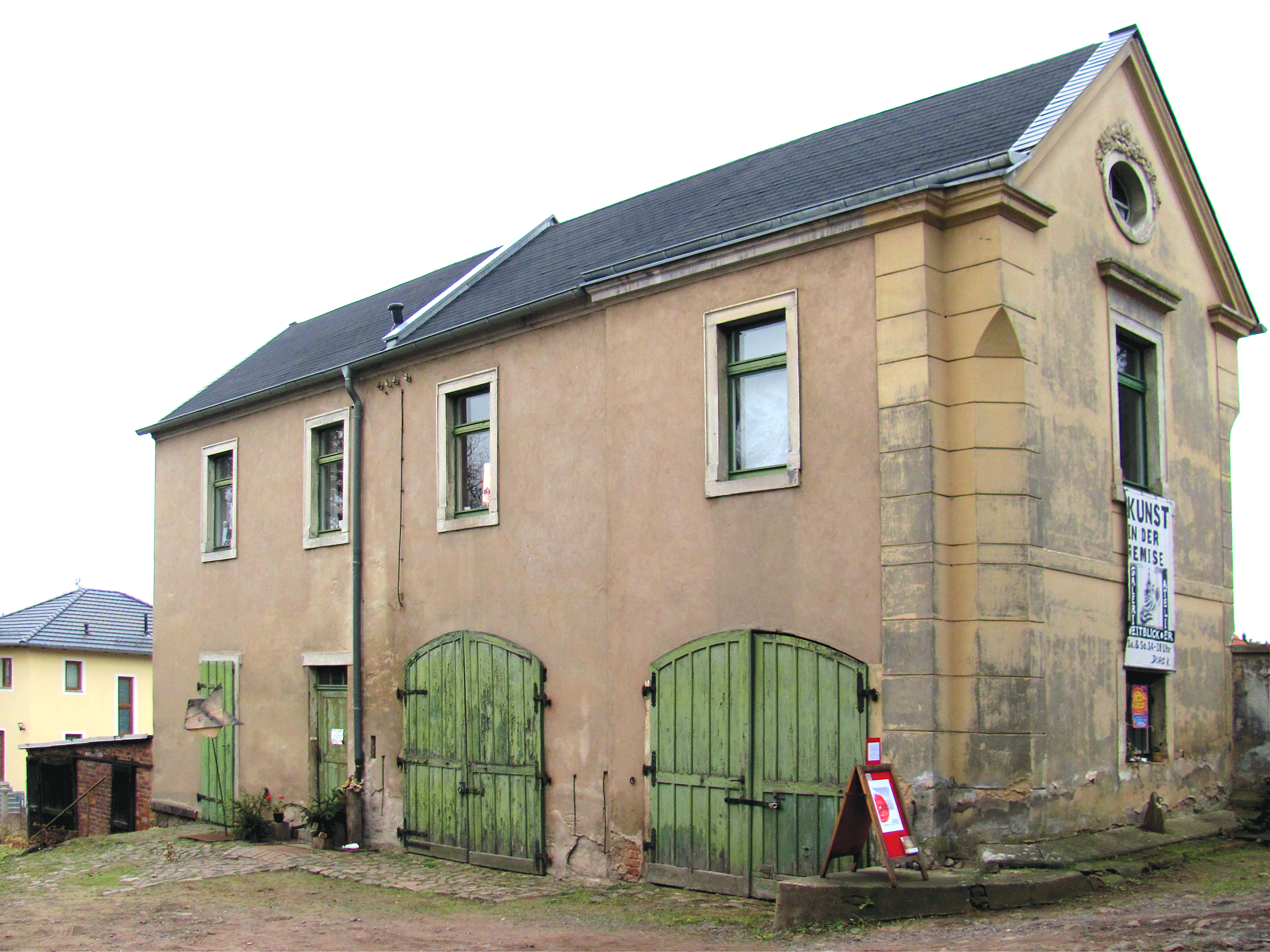
Seitengebäude Mietvilla Carl Semper
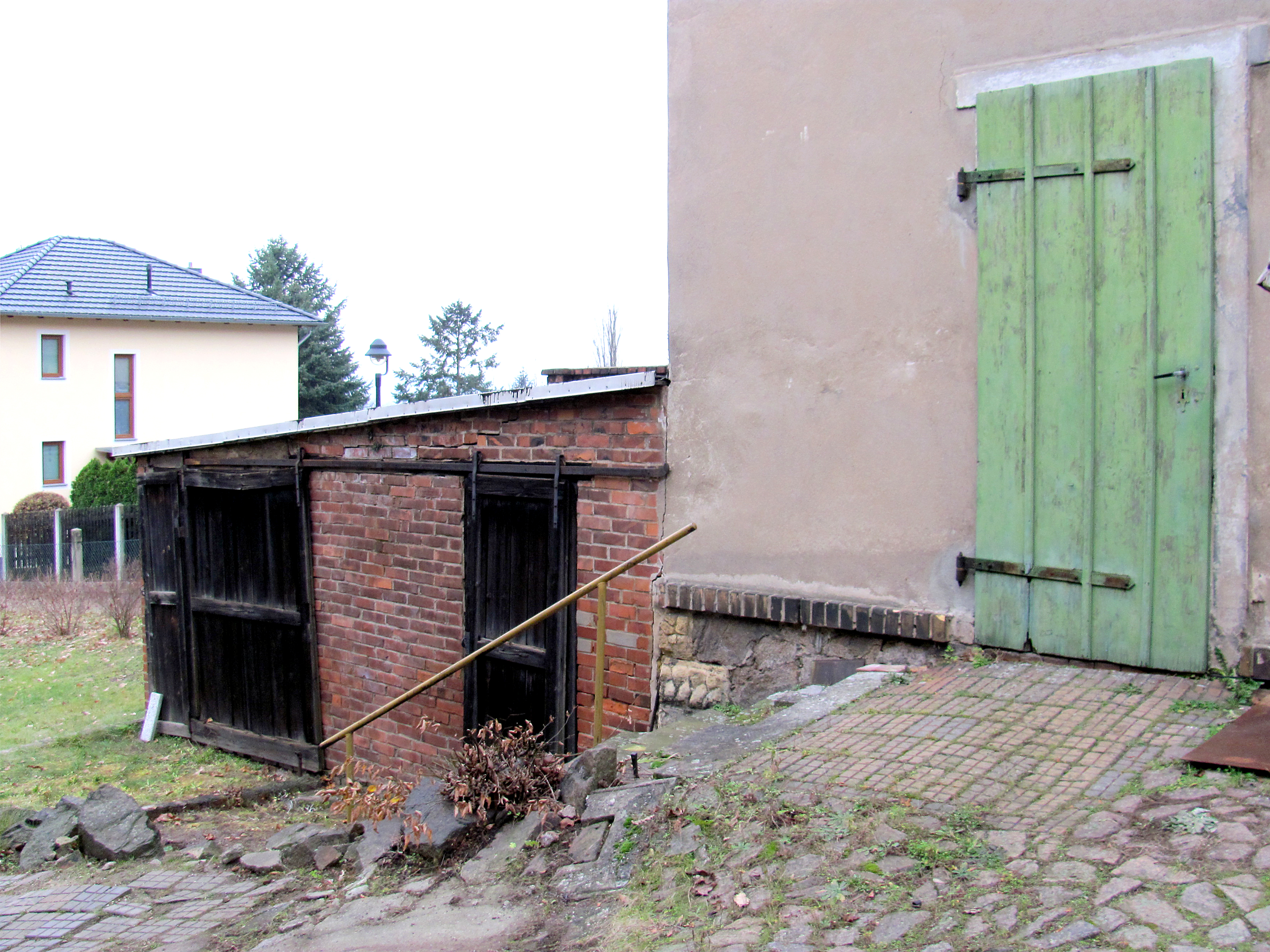
Mietvilla Carl Semper: Ziegelschuppen
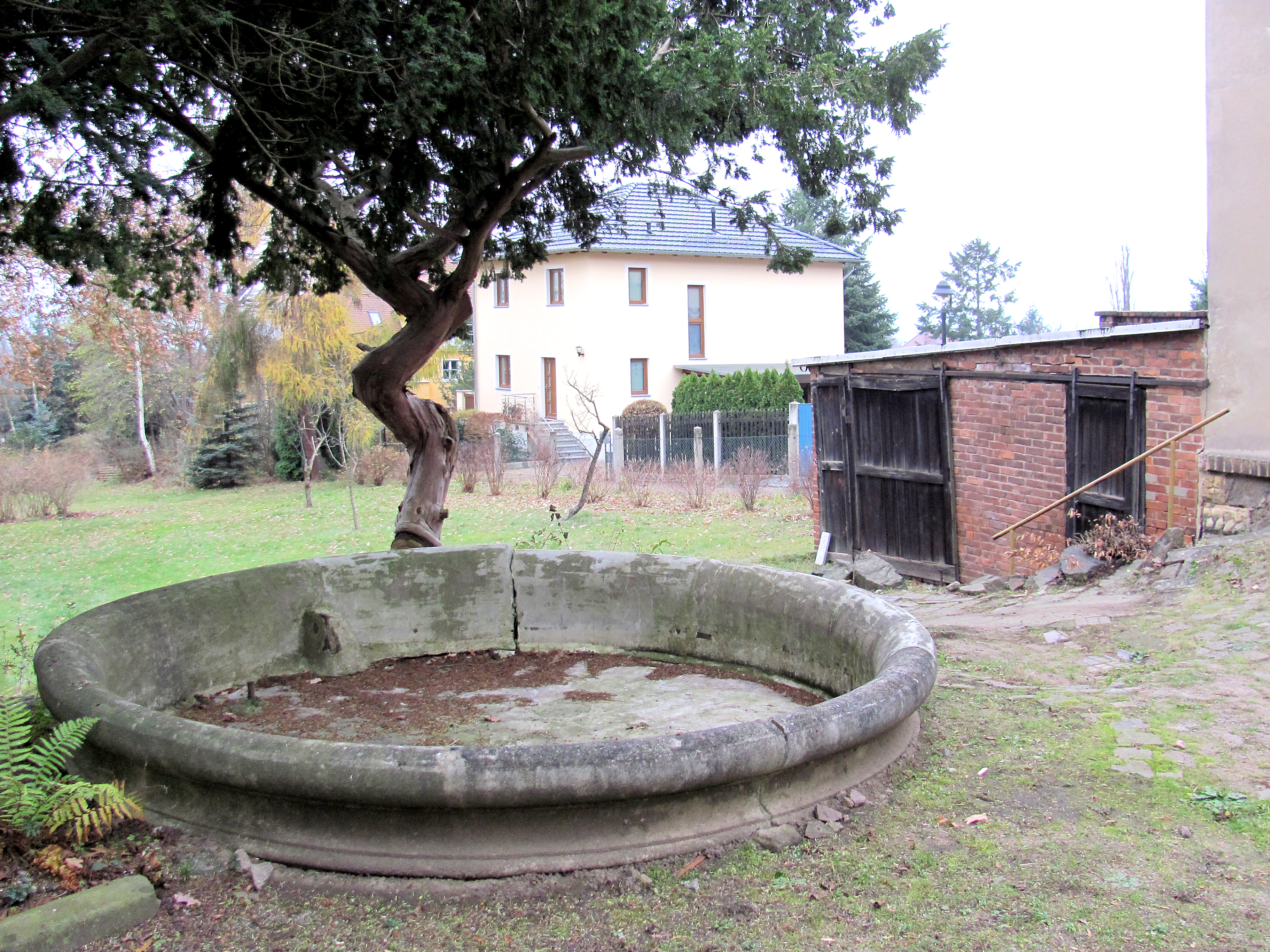
Mietvilla Carl Semper: Ziegelschuppen, davor die Springbrunnenschale

## Geschichte

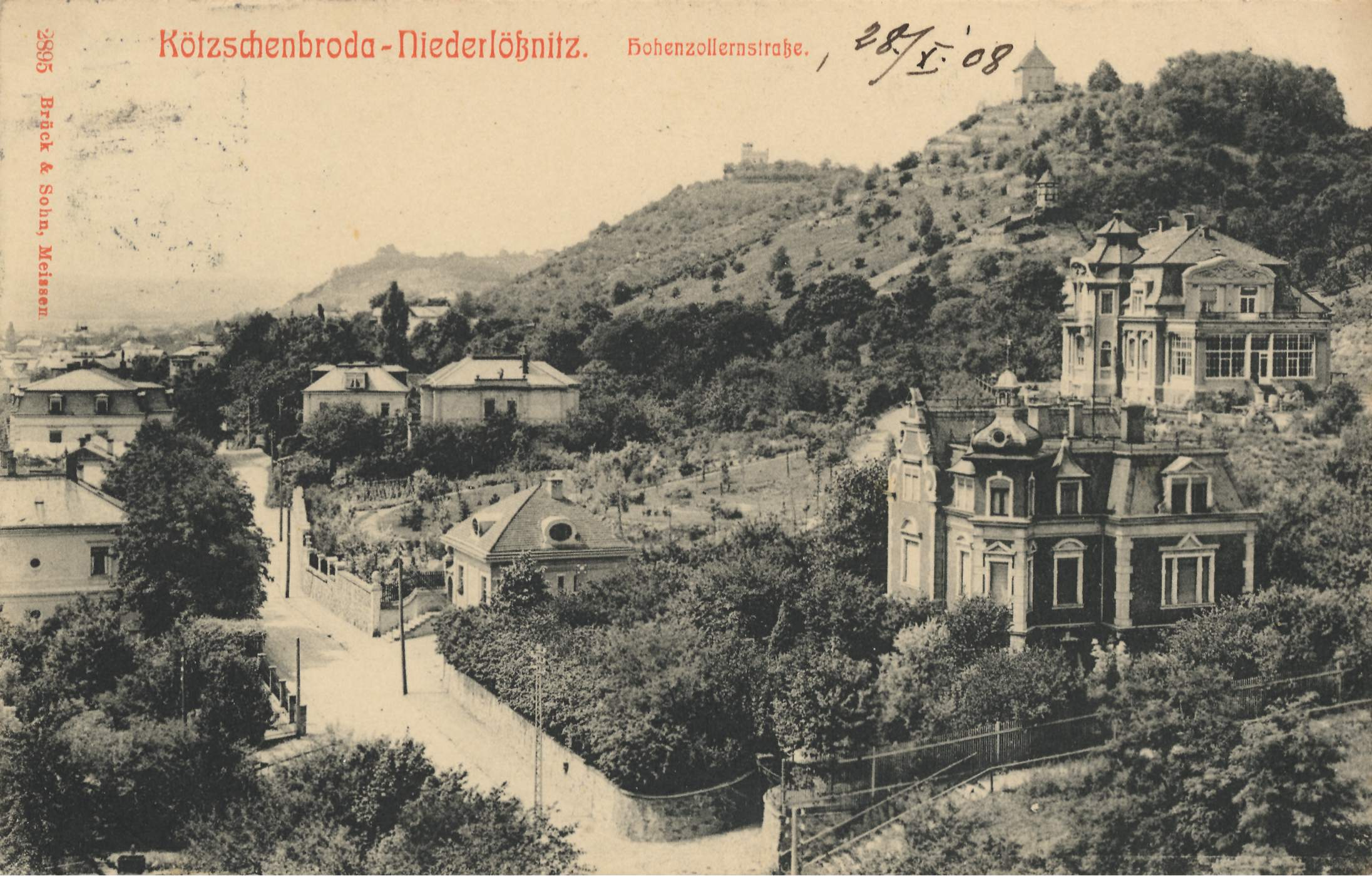
Damalige Hohenzollernstraße, 1908:
Li. oben die Mietvilla mit dem markanten Treppenhausvorbau zur Straße hin.
Re.: Villa Albert Kuntze, Bildmitte: deren Pförtnerhaus, re. unten das Rote Haus. Über dem Pförtnerhaus: Villa Dorothee, links daneben Finstere Gasse 2

Der Bauunternehmer Carl Semper beantragte im Februar 1892 mit einem Entwurf des Kötzschenbrodaer Baumeisters Ernst Kießling den Bau eines Wohnhauses. Die Baugenehmigung erhielt er im Juli selben Jahres. Im März 1893 war der Bau fertiggestellt.
Ab Dezember 1898 ließ sich der Premierlieutenant a. D. Gerhard Friedrich Saxe sein bestehendes Seitengebäude durch den Vorbau eines Eckrisalits umbauen; der Entwurf dazu stammte von dem Niederlößnitzer Baumeister Adolf Neumann. Das umgebaute Seitengebäude konnte ab Februar 1900 genutzt werden.
Mit der Veröffentlichung der Kreisdenkmalliste 1979 wurde das Gebäude unter der Adresse Rolf-Helm-Straße 13 als Denkmal der Architektur bekanntgegeben.
Seit Herbst 2012 betreibt die Niederlößnitzer Künstlerin Dorothee Kuhbandner im Remisengebäude die Wochenend-Galerie „Galerie mit Weitblick“.